# Cinachyrella paterifera
Cinachyrella paterifera är en svampdjursart som beskrevs av Wilson 1925. Cinachyrella paterifera ingår i släktet Cinachyrella och familjen Tetillidae.
Artens utbredningsområde är havet kring Filippinerna. Inga underarter finns listade i Catalogue of Life.